# NHKニュースおはようちゅうごく
『NHKニュースおはようちゅうごく』（エヌエイチケイニュースおはようちゅうごく）は、NHK広島放送局を拠点に中国地方のNHK総合テレビジョンで放送している『NHKニュースおはよう日本』の報道情報番組。

## 概要
土曜版は1993年4月10日から2018年3月31日の毎週土曜日7:30から8:15→8:00）が情報番組として放送されていた。
従来、各放送局で放送されている「おはよう〇〇（県名）の7:51 - 8:00の中国地方ローカルパートに、2021年度より番組タイトルがつけられた形で平日版として3年ぶりに復活。
『NHKニュースおはよう日本』の（平日は6:53 - 7:00、土曜日は6:28 - 6:30、6:55 - 7:00、7:55 - 8:00、日曜日及び祝日は6:53 - 7:00、7:40 - 7:45）上記以外の地域ローカルパートや、年末年始など全国ニュース枠が短縮されて『NHKニュース』のタイトルで放送される時のローカルパートにも、番組タイトルが冠されている。2022年から使用されているロゴは『おはようひろしま』とほぼ共通のものとなっている。また2024年度から山陽ブロックネット時間帯がある平日は中国地方の絵柄が入り、ネットされる範囲に色がついている。
2024年4月1日より、平日地域ローカルパート（7:45 - 7:51：広島県の『おはようひろしま』、岡山県の『おはよう岡山』、山口県の『おはよう山口』が対象。なお、島根県と鳥取県の『おはよう山陰』は除く）が山陽ブロック枠として当番組が放送されていれた。さらに、2025年3月31日より、山陰ブロック枠が廃止となり、中国地方5県全域で平日は、7:45からの放送となった。
ラジオ第1放送でもほぼ同じ時間帯に『おはよう中国』が放送されているが主な違いは　タイトルがラジオでは「中国」なのに対しテレビは「ちゅうごく」とひらがなで表示されている。なおラジオでもウェブサイトの画像のロゴは「ちゅうごく」とひらがなである一方（テレビのロゴを流用）、文章では漢字表記となっている。
お盆及び年末年始期間中の平日は、年度により7:45 - 8:00まで放送されている。
土曜版を放送していた時間帯は2023年現在、7:30から前日の金曜19:30に放送された地域情報番組『コネクト』の再放送と各県域番組『@okayama』（岡山局）・『Yスペ -YAMAGUCHI SPECIAL-』（山口局）・『さんいんスペシャル』（松江局または鳥取局）の各県域向け再放送または中国ブロック向け遅れ放送（制作局では再放送。ブロックネット時の番組送出は広島局）のいずれかを、7:55 - 8:00に「NHKニュースおはようちゅうごく」を5分間放送する。このような編成は、九州・沖縄地方でも行われている。

## キャスター
- 鳥山圭輔（2023年8月14日 - ）鳥取放送局時代には代役として出演経験あり。
- 松井大（2023年10月10日 - ）
- 佐藤茉那（2024年4月8日 - ）
- 竜田理史（2024年9月24日 - ）
  - 原則、隔週交代で担当。
- 土・日曜日や年末年始はシフト勤務（当番組を担当しない週に夜勤の引き続きで上記アナウンサーが担当の場合あり）。
  - 国際的スポーツイベント（オリンピック・FIFAワールドカップなど）への派遣・災害対応や、担当アナウンサーが全国放送・首都圏ローカル番組の代理担当でNHK本部（東京）に派遣された場合など、アナウンサーの不足時や夜勤シフトの都合によっては、2024時点での小野文惠・高木修平など広島局の他のアナウンサーや、岡山・松江など中国ブロックの放送局や、大阪・東京など他地域拠点局に勤務のアナウンサー（広島局勤務経験者を含む）が応援で担当することがある。また、4月から5月の大型連休期間やお盆期間・年末年始など『お好みワイドひろしま』が時間短縮となるか、県域放送が縮小されて『ニュースちゅうごく645』としての放送となるなど夕方枠のアナウンサーのシフト勤務となる期間が長期にわたる場合は、同番組のメインキャスター（松尾剛・岡崎太希など）が担当した事例もある。
- 坂上未樹[注釈 1]（気象予報士）（2025年3月31日 - ）
- 大隅智子[注釈 2]
  - スタジオのディスプレイに表示される「中国地方の気象情報」の題字右上のイラスト（似顔絵）は、担当キャスター（坂上・大隅と過去の岡田良昭）に応じて変えている。

## 過去のキャスター

### 土曜版
- 入江憲一
- 三宅くるみ
- 住谷明日香（2015年4月 - 2017年3月）（隔週）[2]
- 久保田優（2015年4月 - 2018年3月）（隔週）
- 草壁愛（2017年4月 - 2018年3月）（隔週）
- 芳川隆一 （2011年4月 - 2012年3月）
- 大木浩司 （2013年4月 - 2014年3月）
- 滑川和男 （2015年4月 - 2016年3月）
- 北野剛寛 （2016年4月 - 2017年3月）
- 下境秀幸 （2016年4月 - 2018年3月）
- 八田知大 （2017年4月 - 2018年3月）

### 平日版
- 豊島実季（2021年4月5日 - 2022年4月1日）
- 岡崎太希（2022年4月 - 2023年5月19日）※大型連休期間の2024年4月30日にも担当
- 武本大樹（2022年4月 - 2023年7月21日）
- 安藤結衣（2022年4月 - 2024年3月8日）
- 志賀隼哉（2021年3月29日 - 2024年3月22日）
- 勝丸恭子[注釈 3]（気象予報士）（2021年3月29日 - 2025年3月28日）

## 主なコーナー

### 平日版
- 中国地方のニュース
- 気象情報

### 土曜版（番組終了時点）
- 中国地方のニュース
- ちゅうごく1週間
- 朝とっておき
- 西日本の旅
- 気象情報

過去のコーナー
- リポート
- 朝イチ情報室